# Nave negriera

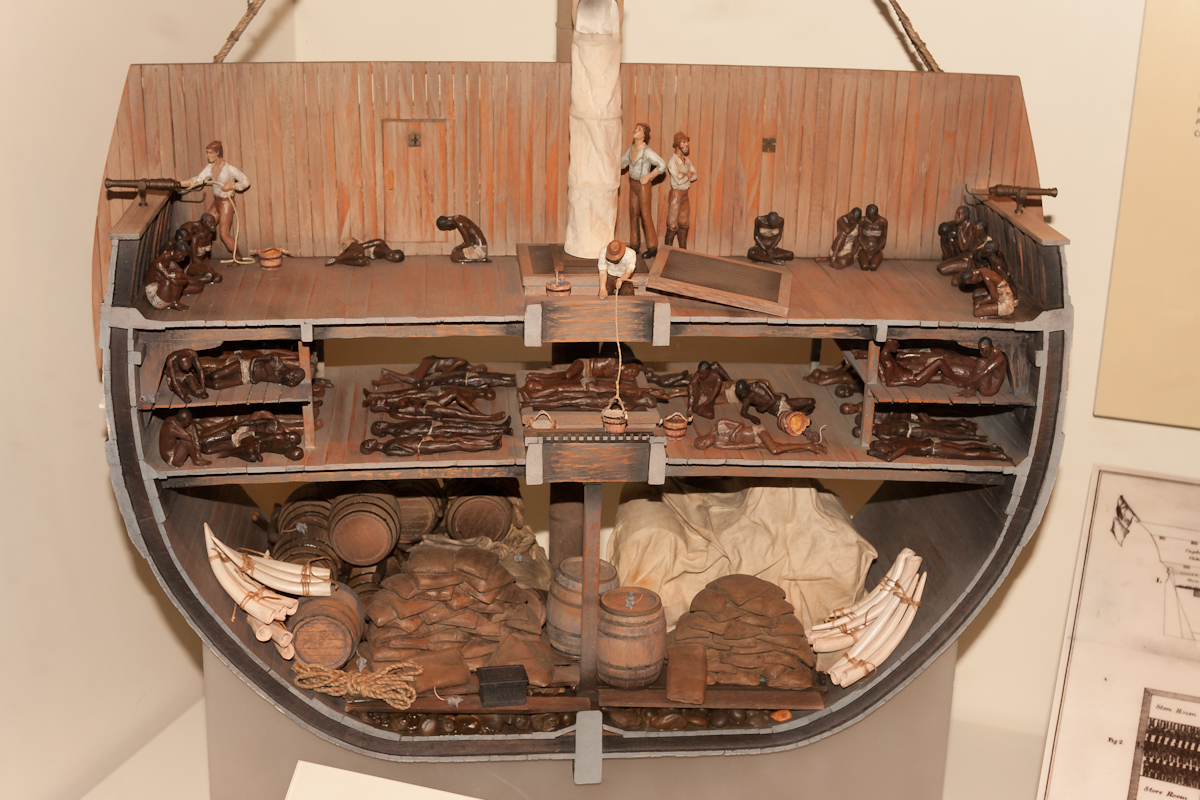
Sezione di un modello dell'interno di una nave negriera

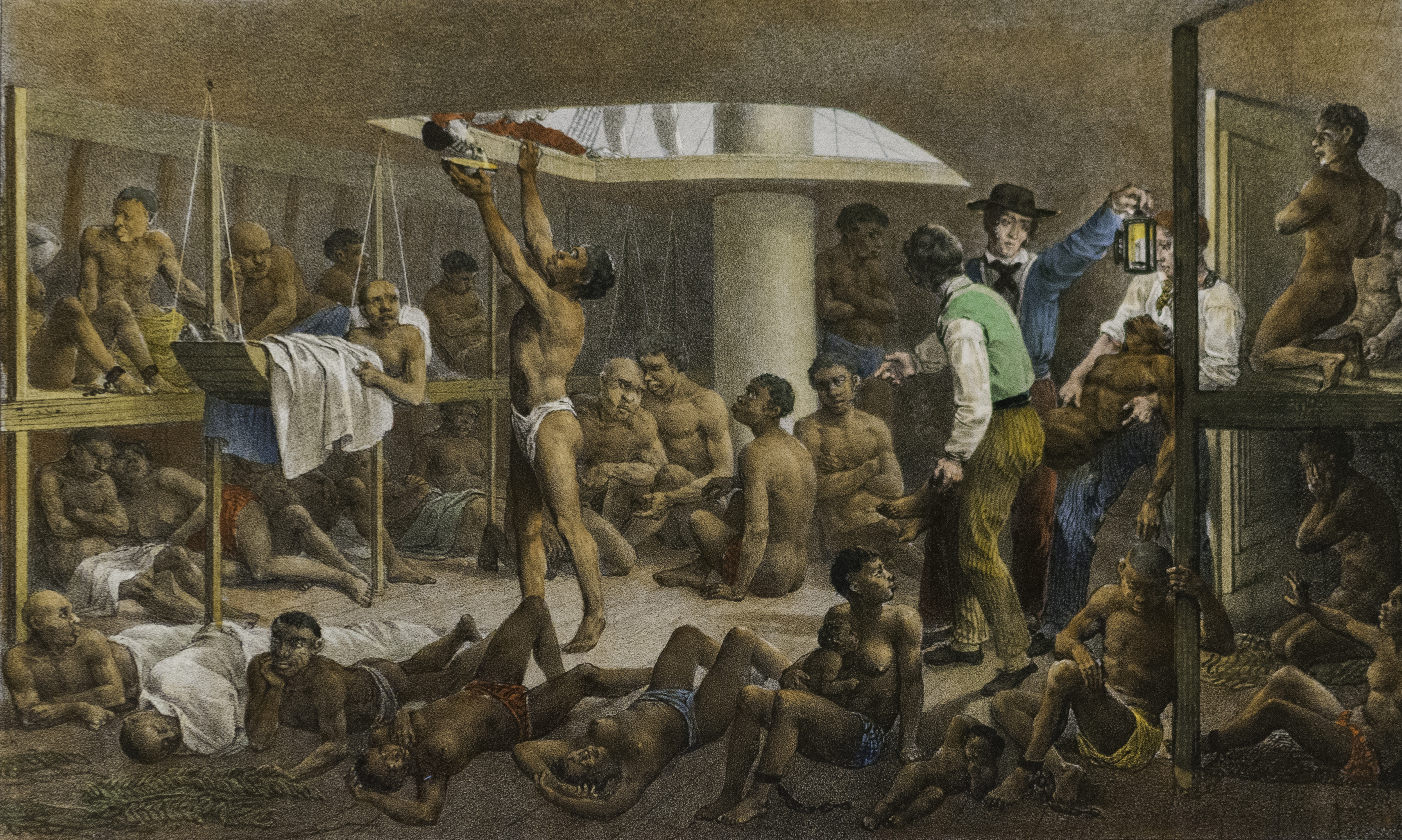
Nave negriera;Johann Moritz Rugendas

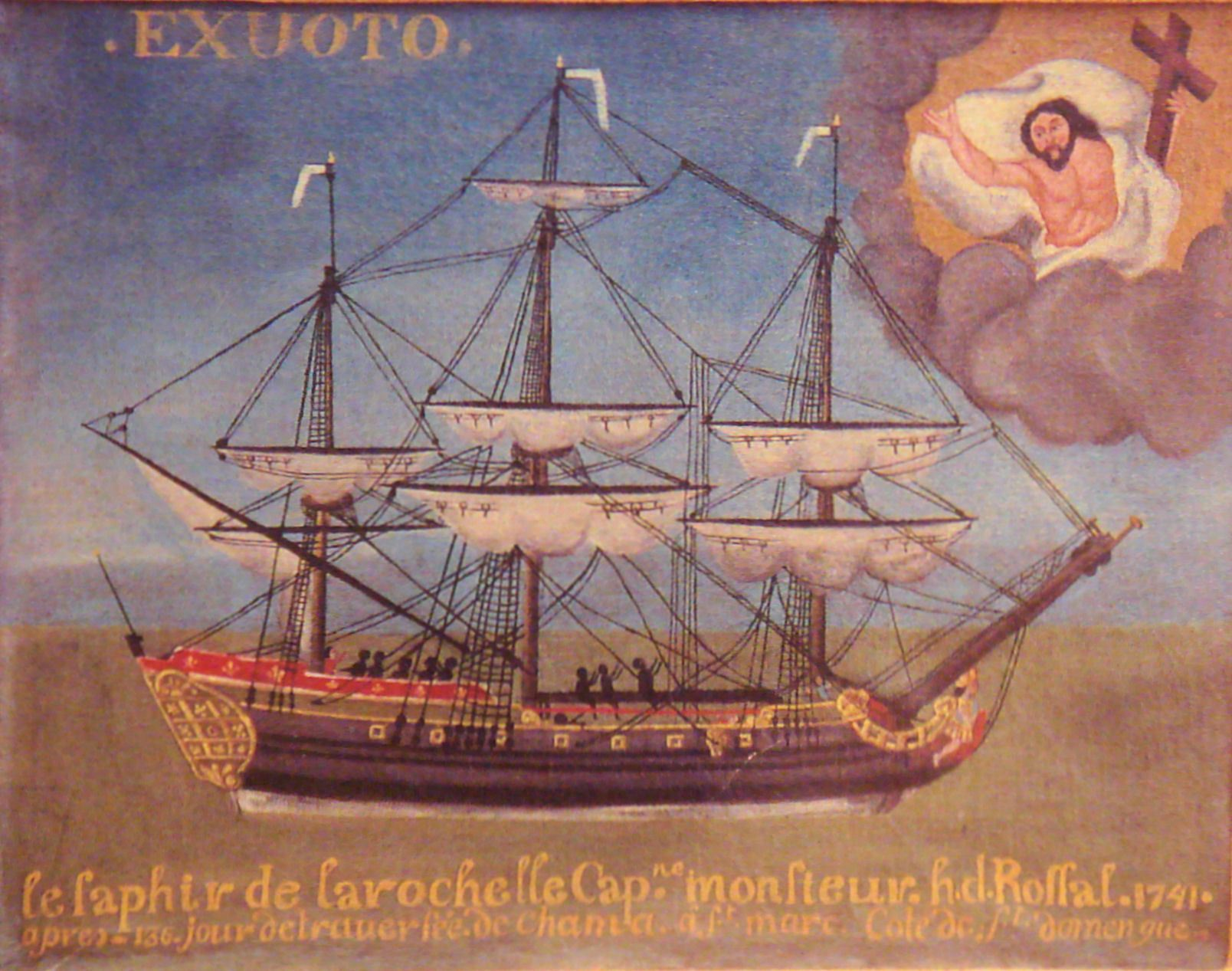
Ex-voto della nave negriera Le Saphir, della Rochelle, 1741

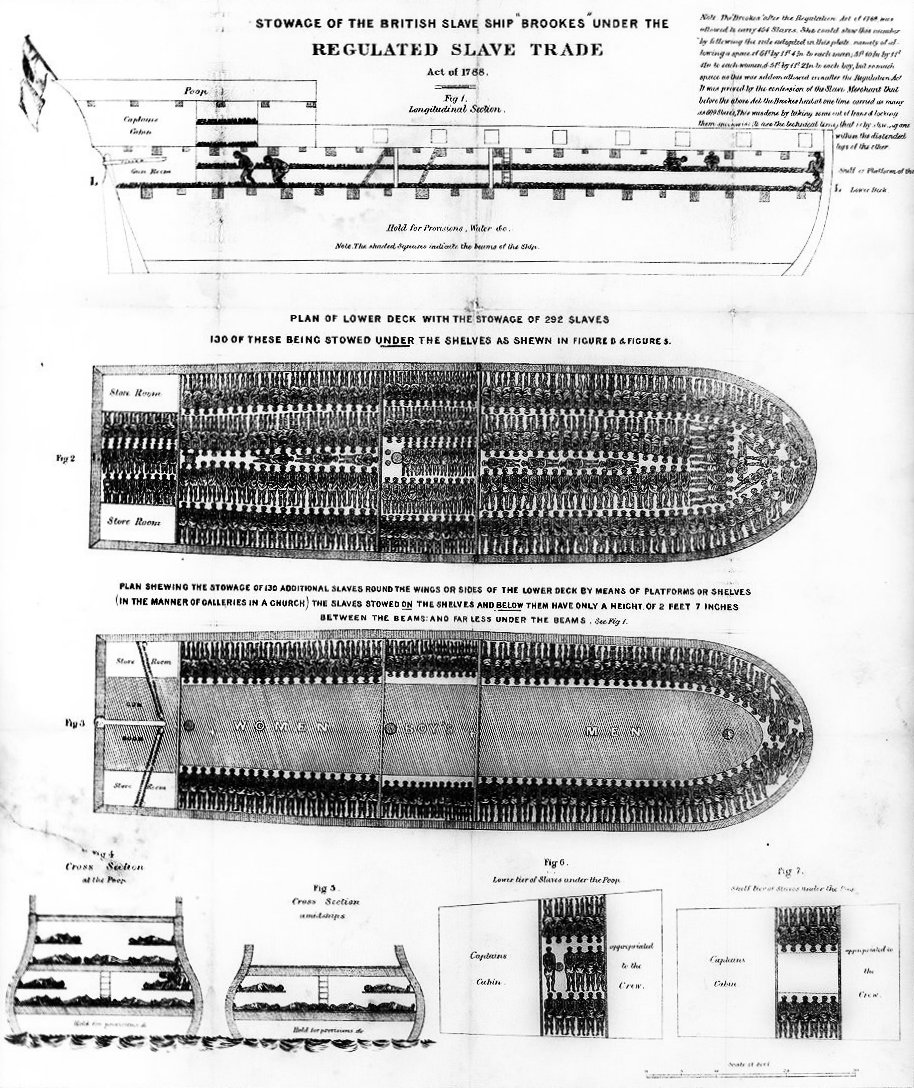
Piani della Brookes

Condizioni di trasporto degli schiavi su una nave negriera

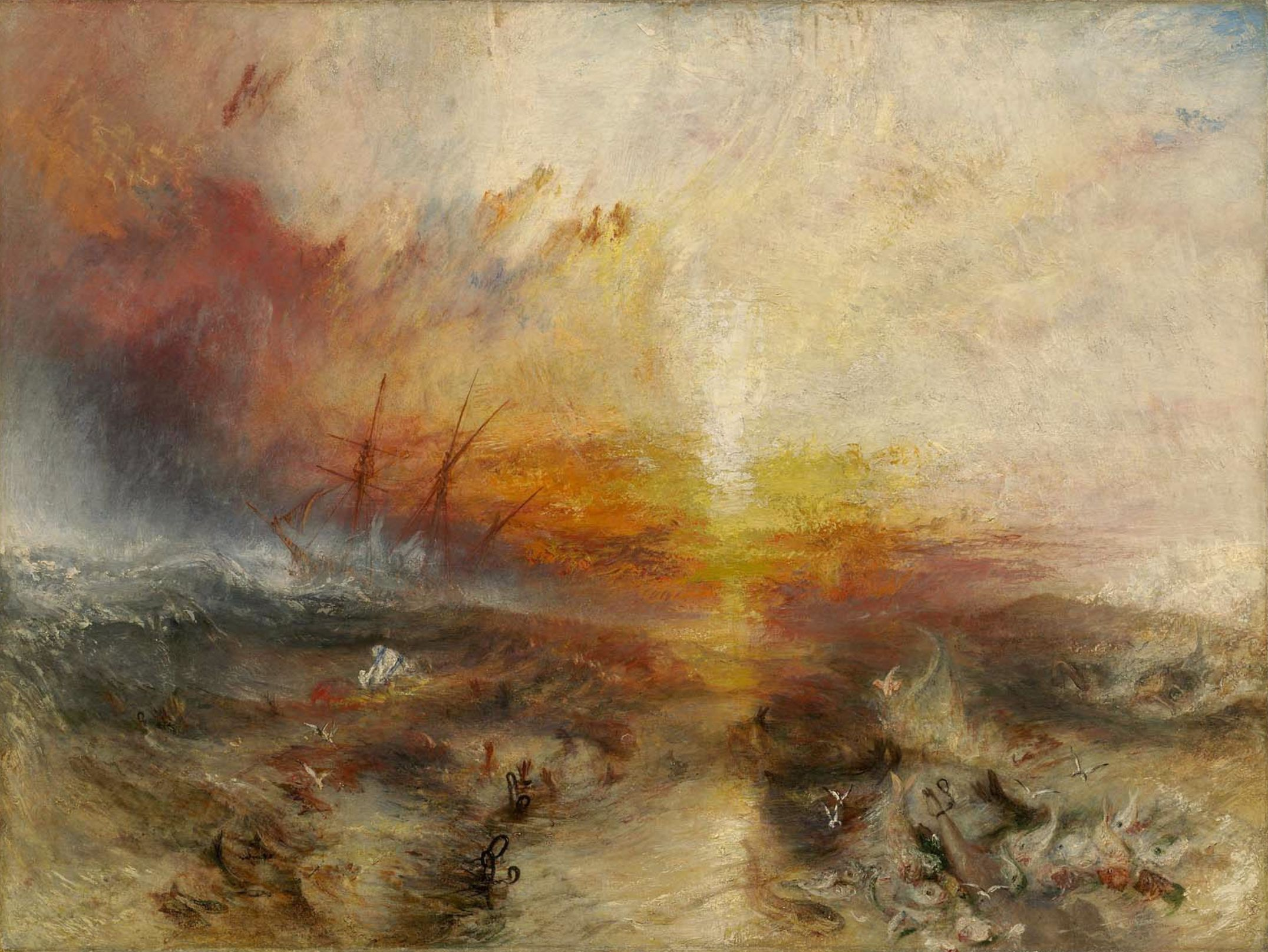
La nave negriera, quadro di Turner

Nave negriera (o più raramente nave schiavista; Guineamen in ambito storiografico anglosassone) era la denominazione delle navi impiegate nel commercio degli schiavi neri e in special modo nella tratta atlantica degli schiavi africani tra Africa ed Americhe come parte del commercio triangolare, detto anche commercio di Guinea, denominato in inglese middle passage, ovvero "passaggio di mezzo". Da queste navi furono trasportati circa venti milioni di schiavi africani..

## Navi negriere
- Adelaide, francese, naufragata nel 1714 vicino a Cuba con tante persone nere a bordo.[4]
- Antelope, spagnola, catturata vicino alla Florida nel 1820 con 283 schiavi. Diede vita ad un famoso caso giudiziario.
- Aurore e Duc du Maine, le prime navi francesi che trasportarono schiavi in Louisiana.
- Amistad, nave da carico spagnola che occasionalmente trasportava schiavi. Fu oggetto di una rivolta mentre navigava verso gli Stati Uniti, suscitando un famoso caso giudiziario.
- Braunfisch, prussiana, naufragata durante una rivolta nel 1688.
- Brookes, degli anni 1780.[5][6]
- Clotilda, incendiata e naufragata a Mobile nell'autunno del 1859; fu probabilmente l'ultima nave negriera statunitense che operò dopo l'abolizione della schiavitù.
- Cora, catturata dalla Constellation nel 1860.
- Creole, oggetto di una rivolta nel 1841 che portò a un famoso caso giudiziario.
- Desire, la prima nave negriera degli Stati Uniti d'America.[7]
- Elisabeth, navigava tra la Giamaica e l'Africa occidentale.
- Fredensborg, danese, naufragata nel 1768 innanzi al porto norvegese di Tromøy.[8]
- Guerrero, spagnola, naufragata alle Florida Keys nel 1827 con 561 schiavi.
- Hannibal, inglese.
- Henrietta Marie, naufragata nel 1700 vicino alle Marquesas Keys, Florida. Fu oggetto di un recupero archeologico negli anni 1980.
- Hope, brigantino statunitense che trasportava schiavi a Rhode Island.
- Gesù di Lubecca, nave di 700 tonnellate che fu usata nel secondo viaggio di John Hawkins per trasportare 400 schiavi nel 1564. La regina Isabella d'Inghilterra era uno dei soci in questa impresa.
- Kron-Printzen, danese, naufragata nel 1706 con 820 schiavi.
- L'Affricain, 1815, di proprietà del noto corsaro francese Robert Surcouf.
- La Marie Seraphique[9], brigantino nantese, che sarà di modello a François Bourgeon per i suoi fumetti I passeggeri del vento.
- Le Concord, nave negriera convertita in nave pirata con il nome di Queen Anne's Revenge. naufragata nel 1717.
- Lord Ligonier, che figura nel romanzo Raíces de Alex Haley.
- Don Francisco, catturata nel 1837. Venduta come nave da carico coloniale ribattezzata come James Matthews. Fu recuperata a scopo archeologico per il Western Australian Museum nel 1974.
- Madre de Deus, portoghese, catturata nel 1567 da John Hawkins. Trasportava circa 400 schiavi.
- Manuela, costruita come clipper con il nome di Sunny South, fu catturata dalla HMS Brisk nel Canale del Mozambico con 800 schiavi.
- Margaret Scott, statunitense, confiscata e naufragata come parte della Stone Fleet nel 1862.
- Meermin, della Compagnia olandese delle Indie orientali, attiva tra l'Africa meridionale e il Madagascar. Il suo ultimo viaggio, nel 1766, terminò con un ammutinamento.[10]
- Nightingale, clipper catturato dalla Saratoga vicino a Cabinda nel 1861 con 961 schiavi.
- Pons, statunitense, catturata dalla Yorktown il 1º dicembre del 1845 con 850-900 schiavi.[11]
- Salamander, prussiana.
- Sally, statunitense, di Newport; fu oggetto del Report of the Brown University Steering Committee on Slavery and Justice.
- Teçora, portoghese o brasiliana, trasportava gli schiavi che successivamente si ammutinarono a bordo dell'Amistad.
- Triton catturata dalla Constellation nel 1861.
- Trouvadore, naufragata a Turks e Caicos nel 1841. Sopravvissero 193 schiavi. È stata oggetto di ricerca per un suo eventuale recupero archeologico dopo il 2004.[12]
- Wanderer, considerata l'ultima nave negriera statunitense (novembre 1858); successivamente operó sotto il nome di Clotilde (tra 1859 e 1860).
- Wildfire, catturata nel 1860 in Florida con 450 schiavi.[13]
- Whydah Gally, convertita in nave pirata e naufragata nel 1717.